# Klara Milch
Pour les articles homonymes, voir Milch.
Klara Milch, née le 24 mai 1891 à Izmir et morte le 13 juillet 1970 à Multan, est une nageuse autrichienne.
Elle participe aux épreuves de natation aux Jeux olympiques d'été de 1912 à Stockholm ; elle est médaillée de bronze du relais 4x100 mètres nage libre et est éliminée en séries du 100 mètres nage libre.